# Gardawice (gmina)
Gardawice – dawna gmina wiejska istniejąca w latach 1945–1954 i 1973–1975 w województwie śląskim, katowickim i stalinogrodzkim. Siedzibą władz gminy były Gardawice (obecnie dzielnica Orzesza).
Gmina zbiorowa Gardawice powstała w grudniu 1945 w powiecie pszczyńskim w woj. śląskim (śląsko-dąbrowskim). Według stanu z 1 stycznia 1946 gmina składała się z 6 gromad: Gardawice, Królówka, Woszczyce, Zawiść, Zazdrość i Zgoń. 6 lipca 1950 zmieniono nazwę woj. śląskiego na katowickie, a 9 marca 1953 kolejno na woj. stalinogrodzkie.
Według stanu z 1 lipca 1952 gmina składała się z 6 gromad: Gardawice, Królówka, Woszczyce, Zawiść, Zazdrość i Zgoń. Gmina została zniesiona 29 września 1954 wraz z reformą wprowadzającą gromady w miejsce gmin.
Jednostkę reaktywowano 1 stycznia 1973 w powiecie tyskim (utworzonym w 1954) w woj. katowickim. W jej skład weszły sołectwa Gardawice, Królówka, Mościska, Woszczyce, Zawiść i Zgoń.
27 maja 1975 gmina została zniesiona, a jej obszar włączony do Orzesza.